# Mathieu Barthélemy Thouin
Pour les articles homonymes, voir Thouin.
Mathieu Barthélemy Thouin (né à Paris en 1804) est un auteur dramatique français.

## Biographie
Ses pièces ont été représentées sur les plus grandes scènes parisiennes du XIXe siècle : Théâtre des Variétés, Théâtre des Délassements-Comiques, Théâtre de la Gaîté, Théâtre du Vaudeville, etc.

## Œuvres
- Les Cuisiniers diplomates, vaudeville en un acte, avec Michel Masson et Edmond Rochefort, 1828
- Le Dernier Jour d'un condamné, époque de la vie d'un romantique, en 1 tableau, avec un prologue en vers, avec Armand d'Artois, Victor Hugo et Michel Masson, 1829
- L'Épée, le Bâton et le Chausson, vaudeville en 4 tableaux, avec Victor Lhérie et Jérôme-Léon Vidal, 1830
- La Jeunesse de Talma, comédie-vaudeville en 1 acte, avec Victor Lhérie et Léon-Lévy Brunswick , 1831
- Mme Lavalette, drame historique en 2 actes, avec Léon-Lévy Brunswick et Victor Lhérie, 1831
- Le Mort sous le scellé, folie en 1 acte, mêlée de couplets, avec Victor Lhérie et Jérôme-Léon Vidal, 1831
- L'Art de ne pas monter sa garde, vaudeville en un acte, avec Victor Lhérie, 1832
- Le Conseil de révision, ou Les Mauvais numéros, tableau-vaudeville en 1 acte, avec Léon-Lévy Brunswick et Victor Lhérie, 1832
- L'Audience du roi, comédie-vaudeville en un acte, 1832
- Une course en fiacre, comédie-vaudeville en 2 actes, avec Ernest Jaime, 1832
- La Gueule de lion, comédie en un acte, mêlée de chant, avec Léon-Lévy Brunswick, 1834
- Le Prix de vertu, ou les Trois baisers, comédie-vaudeville en 5 tableaux, avec Léon-Lévy Brunswick, 1834
- Si j'étais grand !, comédie en 5 actes et mêlée de couplets, avec Léon-Lévy Brunswick, 1834
- La Fille de Robert Macaire, mélodrame comique en 2 actes, avec Julien de Mallian, 1835
- La Barrière des martyrs, prologue en un acte, avec Eugène Fillot et Fleury, 1836
- Le Camarade de chambrée, comédie-vaudeville en 1 acte, avec Eugène Fillot, 1836
- L'Ennemi intime, comédie-vaudeville en 2 actes, avec Léon-Lévy Brunswick et Émile Vanderburch, 1836
- Les Petits Métiers, tableau populaire en un acte, mêlé de couplets, avec Eugène Fillot, 1836
- La Sonnette de nuit, comédie-vaudeville en un acte, avec Ernest Jaime et Léon-Lévy Brunswick, 1836
- L'École de danse à 75 centimes le cachet, tableau-vaudeville en 1 acte, avec Eugène Fillot, 1837
- La Page 24, ou les Souvenirs de ma grand'mère, comédie-vaudeville en un acte, avec Adolphe de Leuven et Victor Lhérie, 1837
- Les Pages du czar, ou Lequel des deux ?, comédie-vaudeville en un acte, avec Eugène Fillot, 1837
- Cantatrice et Marquise, comédie-vaudeville en 3 actes, avec Eugène Fillot, 1843
- Le Coiffeur des dames, comédie-vaudeville en 1 acte, 1845
- Un voyage à Paris, comédie-vaudeville en 3 actes, avec Achille Bourdois, 1845
- La Faute du mari, comédie-vaudeville en 2 actes, avec Auguste Jouhaud, 1846
- Le Zodiaque, satires, 1846
- Les Filles d'honneur de la reine, comédie-vaudeville en un acte, avec Eugène Fillot, 1847
- L'Hospitalité d'une grisette, vaudeville en un acte, avec Alfred Delacour, 1847
- Un déluge d'inventions, revue de l'exposition de l'industrie, vaudeville en 3 actes, 1849
- Le Gibier du roi, comédie-vaudeville en un acte, avec Alfred Delacour, 1849
- Le Roi, la Dame et le Valet, comédie-vaudeville en 3 actes, avec Eugène Fillot, 1852